# 2016-os UCI Women’s World Tour
A 2016-os UCI Women’s World Tour egy versenysorozat volt, mely 17 országútikerékpár-versenyt foglalt magában a 2016-os női kerékpáros szezonban. Ez volt a Nemzetközi Kerékpáros-szövetség (UCI) által létrehozott UCI Women’s World Tour első kiírása.

## Versenyek
| márc. 5.               | 1  | női Strade Bianche               | Lizzie Armitstead (Boels Dolmans)     |
| márc. 12.              | 2  | női Ronde van Drenthe            | Chantal Blaak (Boels Dolmans)         |
| márc. 20.              | 3  | Trofeo Alfredo Binda             | Lizzie Armitstead (Boels Dolmans)     |
| márc. 27.              | 4  | női Gent–Wevelgem                | Chantal Blaak (Boels Dolmans)         |
| ápr. 3.                | 5  | női flandriai körverseny         | Lizzie Armitstead (Boels Dolmans)     |
| ápr. 20.               | 6  | női La Flèche Wallonne           | Anna van der Breggen (Rabo Liv Women) |
| 2016. május 6. – 8.    | 7  | Csungming-szigeti körverseny     | Chloe Hosking (Wiggle High5)          |
| 2016. május 19. – 22.  | 8  | női Tour of California           | Megan Guarnier (Boels Dolmans)        |
| jún. 5.                | 9  | The Philadelphia Cycling Classic | Megan Guarnier (Boels Dolmans)        |
| 2016. június 15. – 19. | 10 | The Women's Tour                 | Lizzie Armitstead (Boels Dolmans)     |
| 2016. július 1. – 10.  | 11 | Giro d’Italia Donne              | Megan Guarnier (Boels Dolmans)        |
| júl. 24.               | 12 | La Course by Le Tour de France   | Chloe Hosking (Wiggle High5)          |
| júl. 30.               | 13 | RideLondon Classique             | Kirsten Wild (Hitec Products)         |
| aug. 19.               | 17 | Open de Suède Vårgårda TTT       | Boels Dolmans                         |
| aug. 21.               | 14 | Open de Suède Vårgårda RR        | Emilia Fahlin (Alé Cipollini)         |
| aug. 27.               | 15 | Classic Lorient Agglomération    | Eugenia Bujak (BTC City Ljubljana)    |
| szept. 11.             | 16 | La Vuelta Femenina               | Jolien D'Hoore (Wiggle High5)         |

## Fordítás
- Ez a szócikk részben vagy egészben  a(z)   2016 UCI Women's World Tour című angol Wikipédia-szócikk ezen változatának fordításán alapul.  Az eredeti cikk szerkesztőit annak laptörténete sorolja fel. Ez a jelzés csupán a megfogalmazás eredetét és a szerzői jogokat jelzi, nem szolgál a cikkben szereplő információk forrásmegjelöléseként.